# Ернст Руска
Ернст Авгу́ст Ру́ска (нім. Ernst August Friedrich Ruska; 25 грудня 1906, Гейдельберг — 27 травня 1988, Західний Берлін) — творець електронного мікроскопа, лауреат Нобелівської премії з фізики за 1986 рік (половина премії «за роботу над електронним мікроскопом», другу половину премії отримали Герд Бінніг і Генріх Рорер «за винахід сканувального тунельного мікроскопа»).

## Біографія
Прототип першого електронного мікроскопа, що складається з двох послідовно розташованих магнітних лінз, був представлений Руском та М. Кноллом 9 березня 1931 р. При 400-кратному збільшенні цей прилад був значно менш потужним, ніж сучасні оптичні мікроскопи, але він показав принципову можливість використання соленоїда як лінзи для пучка електронів, що дозволяє отримувати збільшене зображення досліджуваних об'єктів. У 1933 році Руска побудував варіант електронного мікроскопа, роздільна здатність якого дозволяла визначати деталі розміром в 500 ангстремів, що перевищувало можливості оптичних мікроскопів. Після захисту докторської дисертації в 1933 р. Руска стає співробітником телевізійної компанії в Берліні і займається удосконаленням технології виробництва телевізійних трубок. У 1937 р. він на посаді інженера-електрика фірми Siemens бере участь у розробці першого у світі комерційного масового електронного мікроскопа. Цей прилад з роздільною здатністю в 100 ангстремів вперше надійшов на ринок у 1939 р.

## Публікації
- Е. Руска. Розвиток електронного мікроскопа та електронної мікроскопії: Нобелівська лекція.  [Архівовано 22 травня 2013 у Wayback Machine.]/ / УФН, Т. 154, № 2 (1988).
- Е. Руска.Розвиток електронного мікроскопа та електронної мікроскопії: Нобелівська лекція. / / Атоми «очима» електронів. — М.: Знання, 1988.